# Santo Tomás del Norte
Santo Tomás del Norte es un municipio del departamento de Chinandega en la República de Nicaragua. Extraoficialmente denominado también Santo Tomás del Nance.

## Geografía
El término municipal limita al norte y este con los municipios de Cinco Pinos y San Pedro del Norte, al sur con el municipio de Somotillo y al oeste con la República de Honduras.

## Historia
Este municipio junto con los municipios de San Francisco de Cuajiniquilapa y San Pedro de Potrero Grande fueron creados por una misma ley legislativa, el 9 de abril de 1889.

## Demografía
Santo Tomás del Norte tiene una población actual de 8,395 habitantes. De la población total, el 50.5% son hombres y el 49.5% son mujeres. Casi el 25.3% de la población vive en la zona urbana.

## Naturaleza y clima
El municipio tiene un clima tropical de sabana con una marcada estación seca de 4 a 6 meses de duración, en el periodo noviembre a abril. Este clima no permite el mantenimiento de bosques densos, predominando las amplias llanuras de hierbas. La temperatura media anual es de 30 °C, con una precipitación anual de 800 – 1500 mm.

## Localidades
En la actualidad está dividido a nivel rural en 9 comarcas y a nivel urbano en 5 barrios. Se cuenta con un total de 25 comunidades.

## Economía
El municipio es eminentemente agrícola y ganadero; la franja agrícola irrigada por el Río Guasaule y sus afluentes constituyen la zona más productiva del municipio donde se siembra: sésamo, frijoles y maíz.

## Cultura
La principal fiesta religiosa que se realiza en Santo Tomás es en honor al día de la Santa Cruz y se lleva a cabo del 2 al 4 de mayo de cada año.